# 田辺バイパス
田辺バイパス（たなべバイパス）は、和歌山県西牟婁郡上富田町峠から和歌山県田辺市稲成町（いなりちょう）に至る、全長6.9kmの国道42号のバイパス道路である。中央分離帯を備えた道路である。国道42号線は紀伊半島唯一の主要幹線道路。
2015年7月に、紀勢自動車道上富田インターチェンジと接続する形で、西牟婁郡上富田町峠地区までの4車線化工事が完了した。

## 概要

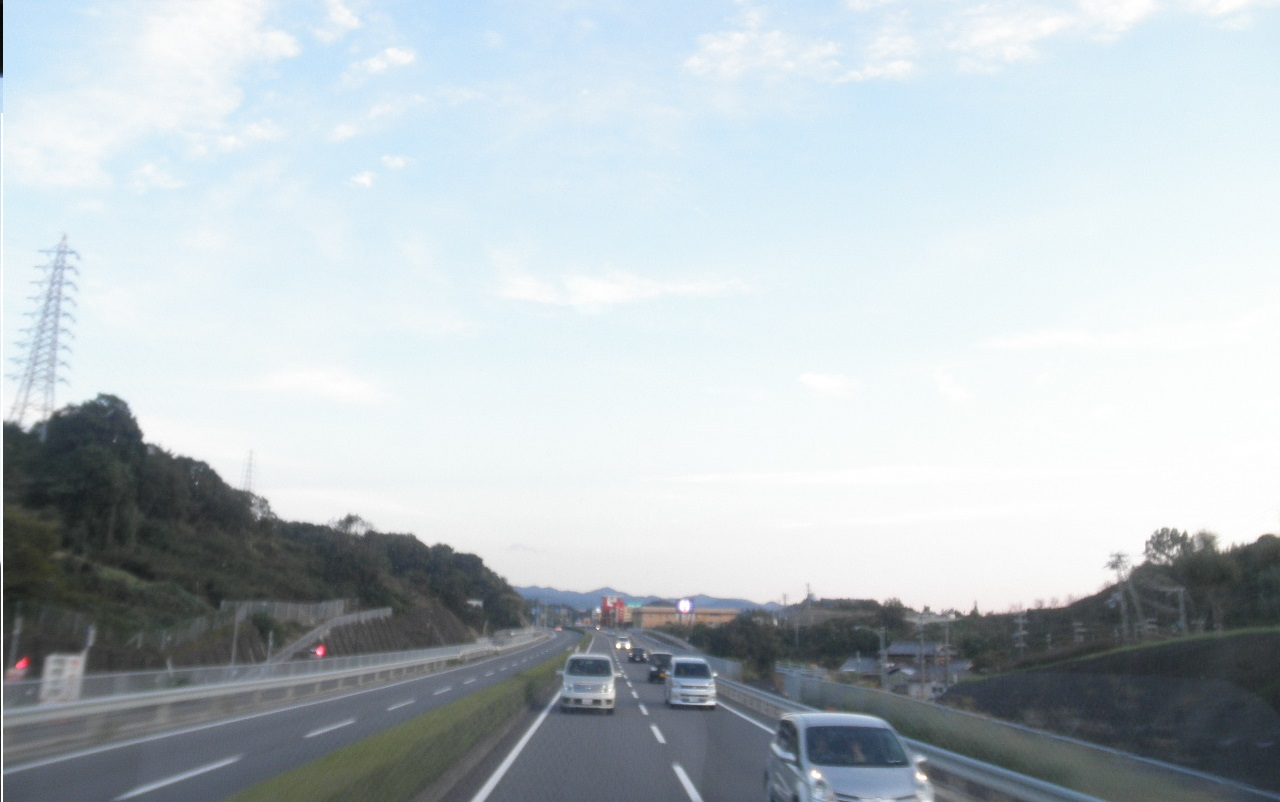
田辺市新庄で撮影

- 起点 : 和歌山県西牟婁郡上富田町峠
- 終点 : 和歌山県田辺市稲成町
- 延長 : 6.9km
- 構造規格 : 第3種第2級
- 幅員 : 23.5ｍ～25.0ｍ
- 車線 : 4車線
- 設計速度 : 60km/h

主に田辺市の市街地での慢性的な交通渋滞・および観光シーズンに発生する交通渋滞の緩和を目的として、新直轄方式ですさみ町内への延伸事業がされた紀勢自動車道の、上富田ICとのアクセス道路として建設されたバイパス道路である。

## 沿革
- 1972年 : 事業着手
- 1999年 : 田鶴(たづ)高架橋部分の工事着手
- 2000年3月 : 田鶴 - 稲成町間(5.3km)の4車線（片側2車線・中央分離帯）区間が開通
- 2004年3月14日 : 田鶴高架橋が開通(0.8km)
  - バイパス部分の開通に伴い、それまでの国道42号の田鶴 - 稲成町区間が、和歌山県道31号田辺白浜線の一部（田鶴 - 礫坂(つぶりさか)）、および国道424号の単独指定区間（礫坂 - 稲成町交差点）となる。また暫定的な措置として、和歌山県道208号秋津川田辺線の一部が国道42号の一部として組み込まれた。
- 2007年4月27日 : 田辺市と上富田町との交通のボトルネックであった田鶴トンネル（1935年3月完成・高さ3.3m制限）を迂回し、新たに隣接する部分を開削する形式で迂回路が開通。開通時は暫定2車線で、将来は4車線化される予定。田鶴トンネルは間もなく封鎖された。
- 2015年 : 峠地区までの4車線化が完了。あわせて上富田ICへも接続された。

## 経済効果
- 田辺バイパスが開通するまでの国道42号は、田辺市中心部を抜ける狭隘なルートであった。紀伊田辺駅前を抜ける熊野古道との重複区間が1967年に国道42号指定を外れ、センターラインのある道に切り替えられたとはいえ歩道などの整備は不十分であり、紀伊半島のまさに生命線ともいえる主要国道である42号線の交通量が増大する状況において、来るべき将来に備えて市街地の外側にさらに本格的なバイパスを建設することが数年のうちに決定したのは当然の成り行きであった。

- 建設費は総額43億円であったが、路線周辺にロードサイド店舗の出店が相次いだことから経済効果としては大きな作用があったと結論付けられている[3]。